# Clasificare Baltimore
Clasificarea Baltimore , inițiată de biologul american David Baltimore ,are la bază împărțirea în funcție de tipul genomului viral, (ARN sau ADN, monocatenar, dublu catenaar), precum și metoda de replicare; aceasta clasificare  fiind preferată în dauna altor clasificări datorită ușurinței de identificare a diferitelor clase de virusuri.

## Clasificare
- Tipul I: Virusuri cu genom ADN , dublucatenar:Herpesviridae, Poxviridae, Adenoviridae și Papovaviridae
- Tipul II: Virusuri cu genom ADN monocatenar: Circoviridae și Parvoviridae
- Tipul III: Virusuri cu genom ARN dublucatenar:Reoviridae și Birnaviridae
- Tipul IV: Virusuri cu genom ARN(+), monocatenar:Astroviridae, Caliciiridae, Coronaviridae, Flaviviridae, Picornaviridae, Arteriviridae și Togaviridae
- Tipul V: Virusuri cu genom ARN monocatenar(-):Arenaviridae, Orthomyxoviridae, Paramyxoviridae, Bunyaviridae și Rhabdoviridae
- Tipul VI: Virusuri diploide cu genom ARN monocatenar:Retroviridae
- Tipul VII: Virusuri cu genom ADN dublucatenar cu molecula de ARN monocatenar ca intermediar:Hepadnaviridae